# Osowa Drobińska
Osowa Drobińska (prononciation : [ɔˈsɔva drɔˈbiɲska]) est un village polonais de la gmina de Siemiątkowo dans le powiat de Żuromin de la voïvodie de Mazovie dans le centre-est de la Pologne.
Il se situe à environ 5 kilomètres au sud de Siemiątkowo (siège de la gmina), 27 kilomètres au sud de Żuromin (siège du powiat) et à 96 kilomètres au nord-ouest de Varsovie (capitale de la Pologne).
Le village compte approximativement 80 habitants.

## Histoire
De 1975 à 1998, le village appartenait administrativement à la voïvodie de Ciechanów.